# Arctosa ziyunensis
Arctosa ziyunensis là một loài nhện trong họ Lycosidae.
Loài này thuộc chi Arctosa. Arctosa ziyunensis được Chang-Min Yin, Peng & Y. H. Bao miêu tả năm 1997.